# Laurence Forristal
Laurence Forristal (* 5. Juni 1931 in Jerpoint Church, Thomastown; † 10. Oktober 2018 in Kilkenny) war ein irischer Geistlicher und römisch-katholischer Bischof von Ossory.

## Leben
Laurence Forristal empfing am 21. Dezember 1955 die Priesterweihe für das Bistum Ossory.
Papst Johannes Paul II. ernannte ihn am 3. Dezember 1979  zum Weihbischof in Dublin und Titularbischof von Rotdon. Der Erzbischof von Dublin, Dermot J. Ryan, spendete ihm am 20. Januar des darauffolgenden Jahres die Bischofsweihe; Mitkonsekratoren waren Gaetano Alibrandi, Apostolischer Nuntius in Irland, und Joseph Carroll, Weihbischof in Dublin.
Am 30. Juni 1981 wurde er durch Johannes Paul II. zum Bischof von Ossory ernannt. Am 14. September 2007 nahm Papst Benedikt XVI. sein altersbedingtes Rücktrittsgesuch an.